# Kuźnica (Rościszów)
Kuźnica (niem.  Schmiedegrund) – uroczysko-dawna miejscowość, nieistniejąca już kolonia na gruntach wsi Rościszów  w województwie dolnośląskim, w powiecie dzierżoniowskim, w gminie Pieszyce.

## Historia
Kuźnica powstała w XVI w. jako kolonia Rościszowa – pierwszy pewny zapis o niej pochodzi z 25 kwietnia 1597. W 1748 zamieszkiwało ją szesnastu chałupników i zagrodników. Według niepotwierdzonych danych, pod koniec XVIII w. Kuźnica miała być kolonią Potoczka.
Kuźnica położona jest w dolinie, którą biegnie okrężna, śródleśna droga z Potoczka w stronę Glinna. Kolonia składała się z dwóch części: w dolnym biegu doliny usadowiła się osada tkacka w formie ulicówki, sąsiadująca z Potoczkiem, zaś w wyżej za nią istniał nieregularny przysiółek kuźniczy.